# Mivapoort

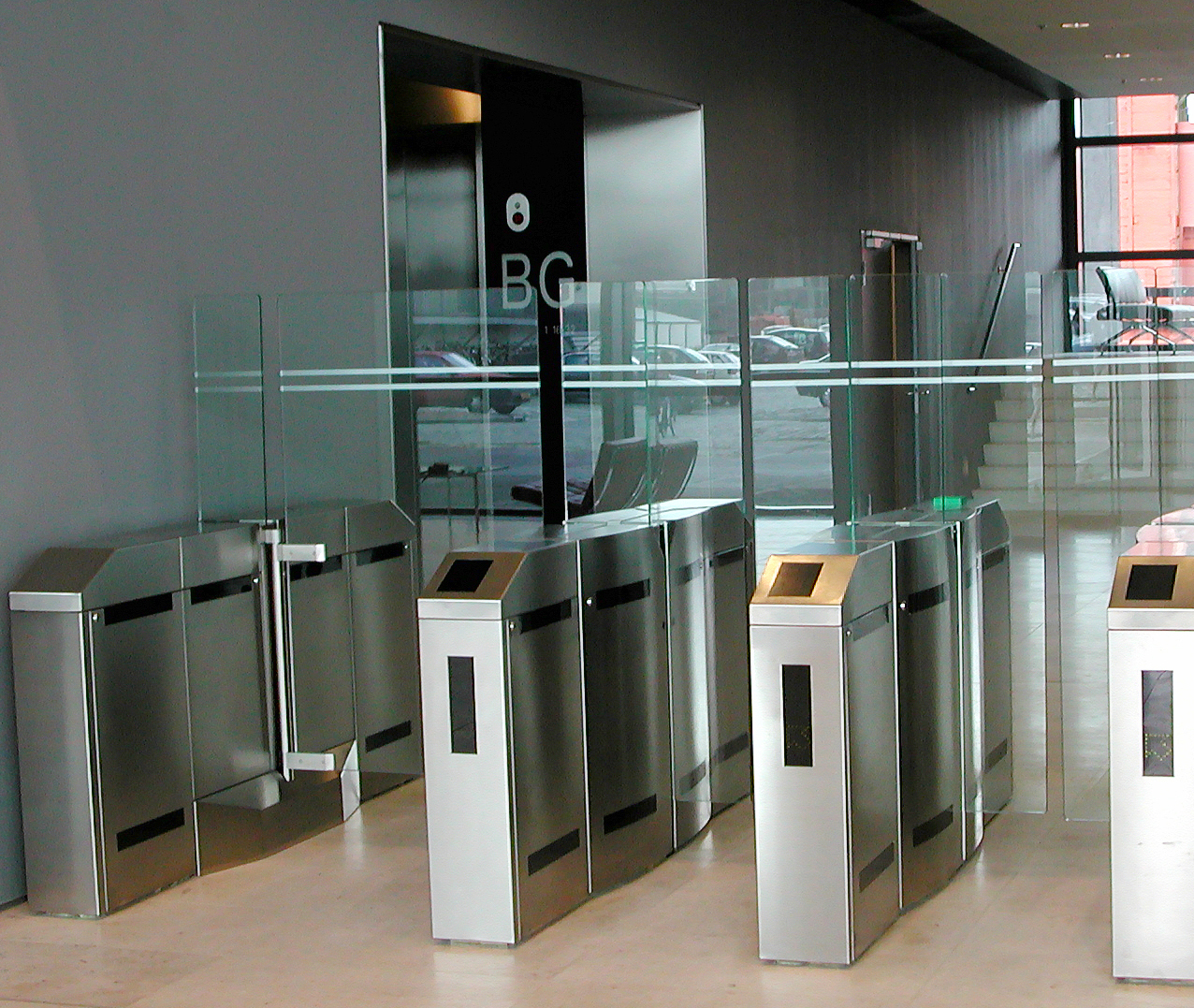
Mivapoort (aan linkerzijde) bij Havengebouw Rotterdam

Een mivapoort, ofwel mindervalidenpoort, is een toegangscontrolepoort waar mindervaliden met een rolstoel toegang kunnen krijgen. 
Bij de entrees van gebouwen worden voor de toegangscontrole van personeel en bezoekers tourniquets of andersoortige poortjes geplaatst. Deze systemen zijn echter niet geschikt voor rolstoelen en kinderwagens. Daarom wordt in het algemeen naast een blok van tourniquets een speciale brede poort (90-95 cm) geplaatst waar rolstoelen en ook kinderwagens kunnen passeren.
In diverse landen zijn van overheidswege eisen gesteld aan de toegangsverlening voor mindervaliden. Daarbij wordt met name voor overheidsgebouwen een verplichting opgelegd om aan mindervaliden op dezelfde wijze als voor validen de toegangsverlening te regelen. Dat betekent dat ook mindervaliden zelfstandig door middel van een toegangspasje het controlesysteem moeten kunnen bedienen, als een dergelijk systeem voor validen is geplaatst.
In plaats van een draaikruis, zoals bij een tourniquet, betreft een Mivapoort een deurtje van glas of een r.v.s. buis die naar 1 of 2 richtingen opendraait. Bij de geavanceerde systemen is de poort voorzien van een fotocelconfiguratie die de doorlooprichting detecteert en voorkomt dat onbevoegde personen kunnen meelopen.